# Ziphiidae
Gli Zifidi (Ziphiidae Gray, 1850) sono una famiglia di cetacei odontoceti cui appartengono più di venti specie. Risulta ancora una delle famiglie di grandi mammiferi meno conosciute: alcune specie sono state descritte solamente negli ultimi due decenni ed è molto probabile che ne rimangano ancora altre da scoprire. Attualmente risultano identificati sei generi di cui tre di questi, Indopacetus, Hyperoodon e Mesoplodon, sono stati raggruppati nella sottofamiglia degli Hyperoodontinae.
Gli zifidi sono creature tipiche delle profondità oceaniche e si nutrono delle sostanze nutritive presenti sul fondo marino o nei suoi pressi. Hanno incredibili abilità natatorie: si possono immergere per lunghi periodi, passando da una media di 20-30 minuti al tempo record registrato per questo genere di 85 minuti. Arrivano inoltre a grandi profondità, fino a 1899 metri ma probabilmente anche di più, il che renderebbe le specie di questa famiglia quelle in grado di raggiungere le maggiori profondità tra tutti i mammiferi marini.

## Classificazione
Gli zifidi sono la seconda famiglia più numerosa di Cetacei (dopo i delfini) e sono stati uno dei primi gruppi a divergere dalla linea ancestrale. I più antichi fossili conosciuti risalgono al Miocene, circa 20 milioni di anni fa.
- ORDINE Cetacea
- Sottordine Odontoceti: cetacei con i denti
  - Famiglia Physeteridae: Capodogli e cogia
  - Famiglia Ziphiidae
    - Berardio australe, Berardius arnuxii
    - Berardio boreale, Berardius bairdii
    - Berardio di Sato, Berardius minimus
    - Iperodonte boreale, Hyperoodon ampullatus
    - Iperodonte australe, Hyperoodon planifrons
    - Mesoplodonte di Longman, Indopacetus pacificus
    - Mesoplodonte di Sowerby, Mesoplodon bidens
    - Mesoplodonte di Bowdoin, Mesoplodon bowdoini
    - Mesoplodonte di Hubbs, Mesoplodon carlhubbsi
    - Mesoplodonte di De Blainville, Mesoplodon densirostris
    - Mesoplodonte di Gervais, Mesoplodon europaeus
    - Mesoplodonte di Nishiwaki, Mesoplodon ginkgodens
    - Mesoplodonte di Gray, Mesoplodon grayi
    - Mesoplodonte di Hector, Mesoplodon hectori
    - Mesoplodonte di Layard, Mesoplodon layardii
    - Mesoplodonte di True, Mesoplodon mirus
    - Mesoplodonte pigmeo, Mesoplodon peruvianus
    - Mesoplodonte di Perrin, Mesoplodon perrini
    - Mesoplodonte di Stejneger, Mesoplodon stejnegeri
    - Mesoplodonte di Travers, Mesoplodon traversii
    - Tasmaceto o Mesoplodonte di Shepherd, Tasmacetus shepherdi
    - Zifio, Ziphius cavirostris

Per ulteriori dettagli sul genere Mesoplodon, comprendente tredici specie, vedere mesoplodonte.

## Ecologia
Gli zifidi possiedono una maniera di nutrirsi unica, conosciuta come nutrizione a suzione. Invece di catturare le loro prede con i denti, le risucchiano nella cavità orale. La loro lingua può muoversi molto liberamente e quando viene retratta improvvisamente nello stesso tempo il pavimento della gola si distende, la pressione all'interno della bocca scende immediatamente e la preda viene risucchiata insieme all'acqua. Gli zifidi conosciuti variano in dimensione dai 3,4 metri a quasi 13 metri e possono pesare tra 1 e 15 tonnellate. Si trovano in tutti gli oceani e la maggior parte delle specie si avventura raramente nelle acque relativamente basse della piattaforma continentale. In natura sono molto difficili da identificare: la forma del corpo varia poco da una specie all'altra e l'osservatore deve basarsi spesso su sottili differenze di dimensione, colore, forma della fronte e lunghezza del rostro.
Gli zifidi tendono ad associarsi in piccoli gruppi familiari ed evitano le acque basse. Le aree conosciute dove si raggruppano comprendono le acque profonde oltre il margine della piattaforma continentale e le zone vicine alle formazioni del fondo, come montagne sommerse, canyon, scarpate ed isole oceaniche, comprese le Azzorre e le Canarie. La dieta si basa principalmente su calamari di acque profonde, pesci ed alcuni crostacei.
A causa del loro habitat favorito e della loro inclinazione a compiere lunghe immersioni, sono molto difficili da osservare e conosciamo poco sulla maggior parte delle specie. Alcune sono state descritte o classificate già in passato; altre sono conosciute solamente a partire dai loro resti e non sono mai state viste vive. Solamente tre o quattro delle circa 20 specie sono ragionevolmente ben conosciute. Berardius bairdii e di Ziphius cavirostris sono state oggetto di sfruttamento commerciale al largo delle coste del Giappone; e l'Hyperoodon ampullatus è stato cacciato intensamente nella parte settentrionale del Nord Atlantico alla fine del XIX e agli inizi del XX secolo.

## Conservazione
Per molti anni, la maggior parte delle specie di zifidi sono vissute isolate dall'impatto umano a causa del loro remoto habitat. Comunque ci sono ora chiari motivi di preoccupazione: gli studi effettuati sugli zifidi spiaggiati hanno mostrato livelli crescenti di sostanze tossiche nel loro adipe(così come avviene in altri superpredatori, come i rapaci, particolarmente vulnerabili all'accumulo di biocontaminanti) ed hanno constatato che anche loro ingeriscono frequentemente sacchetti di plastica una causa di morte frequente fra i cetacei. Con la continua espansione in tutto il mondo della pesca in acque profonde (soprattutto dopo il collasso delle riserve di merluzzo europeo alla fine del XX secolo), gli zifidi rimangono molto più frequentemente intrappolati nelle reti d'altura e sembrano anche essere vulnerabili alla diminuzione delle prede.
Quattro delle più di 20 specie di zifidi sono classificate dalla IUCN come a "basso rischio, dipendente dalla conservazione": i berardi australi e boreali e gli iperodonti australi e boreali. Nessuna delle specie rimanenti è classificata, non perché considerate al sicuro, ma perché il loro status è ancora sconosciuto.